# Oleg Oszenkow
Oleg Aleksandrowicz Oszenkow (Oszemkow) (ros. Олег Александрович Ошенков (Ошемков); ur. 14 maja?/27 maja 1911 w Sankt-Petersburgu, Imperium Rosyjskie, zm. 10 maja 1976 w Kijowie, Ukraińska SRR) – rosyjski piłkarz, grający na pozycji obrońcy, a wcześniej pomocnika, trener piłkarski.

## Kariera piłkarska

### Kariera klubowa
W 1927 rozpoczął karierę piłkarską w moskiewskiej drużynie Goznak Moskwa. Potem powrócił do Leningradu, gdzie występował w klubach Krasnyj Trieugolnik Leningrad, Promkooperacija Leningrad i Spartak Leningrad. W 1936 został piłkarzem Dinama Leningrad. W 1941 po reorganizacji leningradskich klubów, został piłkarzem Zenitu Leningrad. Po rozpoczęciu Wielkiej Wojny Ojczyźnianej powrócił do Dinama Leningrad, w którym w 1947 zakończył karierę piłkarską.

## Kariera trenerska
Po zakończeniu kariery piłkarskiej rozpoczął karierę trenerską. Od 1949 do 1950 pracował w sztabie szkoleniowym swojego macierzystego klubu Dinamo Leningrad. W 1951 objął stanowisko głównego trenera Dynama Kijów, z którym w 1956 zdobył pierwszy trofeum w historii kijowskiego klubu - Puchar ZSRR. W latach 1957–1958 trenował Trudowyje Riezierwy Leningrad, po czym w 1959 powrócił do Dynama, z którym pracował do czerwca. Sezon 1960 rozpoczął z Sudnobudiwnykem Mikołajów, a od listopada 1960 do 24 października 1969 przez kolejne 9 lat prowadził Szachtar Donieck. Potem jeszcze trenował kluby Sudnobudiwnyk Mikołajów i Metalist Charków. W czerwcu-lipcu 1972 kierował reprezentację ZSRR w Pucharze Niepodległości w Brazylii. Zmarł 10 maja 1976 w Kijowie w wieku 65 lat.

## Sukcesy i odznaczenia

### Sukcesy trenerskie
- wicemistrz ZSRR: 1952
- zdobywca Pucharu ZSRR: 1956, 1961, 1962
- finalista Pucharu ZSRR: 1963

### Odznaczenia
- nagrodzony tytułem Zasłużony Mistrza Sportu ZSRR: 1953
- nagrodzony tytułem Zasłużonego Trenera ZSRR: 1964
- odznaczony Orderem „Znak Honoru”: 1968